# Джиоэли, Джонни
Джонни Джиоэли (англ. Johnny Gioeli) — композитор, вокалист и автор песен, участник групп Hardline, Axel Rudi Pell и Crush 40 (ранее Sons of Angels). Является активным участником многих проектов и групп, ориентированных на такие стили, как рок и метал.

## Биография и карьера
Братья с итальянскими корнями Джиоэли: Джузеппе Джованни Антонио (англ. Giuseppe Giovanni Antonio) и Джованни Джузеппе Баптиста (англ. Giovanni Giuseppe Baptista), родились в Бруклине в 1965 и 1967 годах соответственно. Позже семья переезжает в Калифорнию. Там Джонни знакомится с музыкой таких групп, как Dio и AC/DC. Находясь под влиянием бурного развития рок-музыки, Джонни начинает петь в 8 лет и ставит перед собой цель стать артистом. Вместе с братом Джоуи они активно начали осваивать вокал, а также электрогитару и ударные.
В 1982 году, взяв себе сокращённые сценические имена, Джонни и Джоуи стали выступать в составе группы Phaze, которую создал старший брат, и которой начинает петь сам. Младший брат был барабанщиком. Через несколько лет братья создают группу Killerhit с новым басистом и гитаристом, в которой Джонни одновременно и пел и играл на барабанах. Однако позже он решил сосредоточиться именно на вокале. Понимая то, что группа нуждается во фронтмэне, Джонни освобождает место барабанщика для Дерека Кава, а сам занимает центр сцены в роли вокалиста. Группа становилась популярной в Калифорнии, поэтому ребята решили переехать в Лос-Анджелес, имея уже к этому времени достаточно средств. Там братья принимают решение о переименовании группы в Brunette, так как у музыкантов были длинные тёмные волосы. Выступления группы сопровождаются пиротехническими шоу и спецэффектами. В 1988 году музыканты подписывают контракт на фильм Smash Crash & Burn, в котором они должны сниматься как главные актёры в роли музыкантов, покоряющих чарты. Однако фильм не вышел.
Вслед за закрытием фильма распалась и группа, и братья Джиоэли решают создать новый проект, первоначально названный Brothers. Помогал молодой группе Нил Шон (который в свою очередь женился на их сестре) из Journey и Bad English. Он пригласил к сотрудничеству барабанщика из Bad English — Дина Кастроново, который в свою очередь привлёк басиста Тода Дженсена. Сам же Шон продюсировал группу и был гитаристом. Позже коллектив переименовывают в Hardline. Но из-за конкуренции, отсутствия общей направленности в моде рок музыки, а также слабых продаж альбомов и синглов в начале 90-х, у группы появляются проблемы в финансах, что приводит к потере контракта с лейблом. Деятельность группы приостанавливается и Джонни уходит в личный бизнес при этом участвуя на протяжении 90-х годов во многих коллективах в качестве гостя-вокалиста.

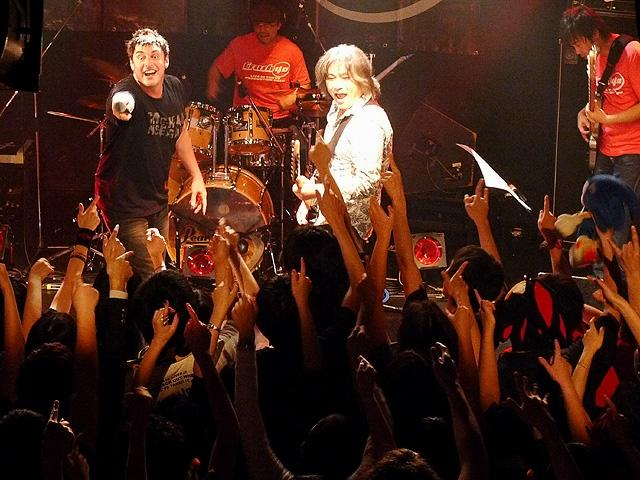
Концерт Crush 40 Live! в Токио в 2012 году

В 1998 году студия Sonic Team, подразделение компании Sega, разрабатывает игру Sonic Adventure для консоли Dreamcast. В процессе разработки композитор Дзюн Сэноуэ начинает поиск вокалиста для песен. Он приглашает Джонни к сотрудничеству для записи главной темы игры «Open Your Heart», а также нескольких композиций для игры NASCAR Arcade. В процессе работы участники сформировавшейся группы решают назвать себя как Sons of Angels, и выпускают альбом «Thrill of the Feel». Позже в результате воссоединения одноимённой норвежской хард-рок-группы необходимо было принять решение о переименовании, чтобы избежать путаницы и возможных проблем. В процессе работы над записью саундтрека к игре Sonic Adventure 2 группа меняет название на Crush 40, и в 2003 году выпускает одноимённый альбом, который фактически является почти полным переизданием «Thrill of the Feel», только включает ещё в себя все вокальные треки из первого альбома, а также два бонус трека из игр Sonic Adventure и Sonic Adventure 2 — «It Doesn’t Matter» и «Escape From The City», которые были исполнены совместно с Тони Харнеллом и Тедом Поли.
В 1997 году Джонни вступает в состав группы Axel Rudi Pell в качестве вокалиста. На волне успеха в группах Axel Rudi Pell и Crush 40, американо-итальянский вокалист Джонни Джиоэли решает возродить проект Hardline.

## Стилистика исполнения
Так как Джонни попал в волну пикового развития хард-рока и метала, которая повлияла на его творческую деятельность, то можно заметить похожую стилистику исполнения у Джо Эллиотта из группы Def Leppard, Джоуи Темпеста из группы Europe, Джона бон Джови из Bon Jovi и других вокалистов похожих музыкальных направлений того периода.

## Произношение фамилии
По-итальянски эта фамилия звучит как Джоэли. В США, где живёт музыкант, его фамилия по-английски часто произносится как Джиоэли, в том числе самим музыкантом. В русскоязычной среде чаще встречается английский вариант.
В интервью Джонни признался, что в его семье фамилию произносят по-разному. Его отец, как и он сам, произносит фамилию как Джиоэли, однако его мать и старший брат говорят Джоэли.

## Дискография, саундтреки и концерты

### В составе сAxel Rudi Pell
- Oceans Of Time (1998)
- The Ballads II (1999)
- The Masquerade Ball (2000)
- The Wizard's Chosen Few (Compilation) (2000)
- Shadow Zone (2002)
- Knights Live (Live CD) (2002)
- Knight Treasures (Live and More) DVD (2002)
- Kings And Queens (2004)
- The Ballads III (2004)
- Mystica (2006)
- Diamonds Unlocked (2007)
- Live Over Europe 2008 DVD (2008)
- Tales of the Crown (2008)
- The Best of Axel Rudi Pell: Anniversary Edition (2009)
- One Night Live DVD (2010)
- The Crest (2010)
- The Ballads IV (2011)
- Circle of the Oath (2012)
- Live On Fire (Live CD/Live DVD) (2013)
- Into the Storm (2014)
- Game Of Sins (2016)
- The Ballads V (2017)
- Knights Call (2018)
- XXX Anniversary Live (2019)
- Sign Of The Times (2020)
- Diamonds Unlocked II (2021)
- Lost XXIII (2022)
- The Ballads VI (2023)
- Risen Symbol (2024)

### В составе сHardline
- Double Eclipse (1992)
- II (2002)
- Live at the Gods Festival 2002 (Live CD/DVD) (2003)
- Leaving the End Open (2009)
- Danger Zone (2012)
- Human Nature (2016)
- Life (2019)

### В составе сCrush 40
- Sonic Team «PowerPlay» — Best Songs from Sonic Team (1998)
- Sonic Adventure: Songs With Attitude Vocal Mini-Album (1998)
- Sonic Adventure REMIX (1998)
- Sonic Adventure Original Soundtrack (1999)
- Thrill of the Feel (2000)
- Sonic Adventure 2 Multi-Dimensional Original Soundtrack (2001)
- Sonic Adventure 2 Vocal Collections: Cuts Unleashed(2001)
- Sonic Adventure 2 Official Soundtrack (2002)
- Rock on Bones (2003)
- Crush 40 (2003)
- Sonic Heroes Original Soundtrax (2003)
- Triple Threat: Sonic Heroes Vocal Trax (2003)
- Shadow the Hedgehog Original Soundtrack (2005)
- Lost and Found: Shadow the Hedgehog Vocal Trax (2005)
- Sonic the Hedgehog Original Sound Track (2007)
- Sonic the Hedgehog Vocal Traxx: Several Wills (2007)
- Super Smash Bros. Brawl (2008)
- True Blue: The Best of Sonic the Hedgehog (2008)
- Face to Faith: Sonic and the Black Knight Vocal Trax (2009)
- True Colors: The Best of Sonic the Hedgehog Part 2 (2009)
- The Best of Crush 40 — Super Sonic Songs (2009)
- Tales of Knighthood: Sonic and the Black Knight Original Soundtrax (2009)
- Face to Faith: Sonic and the Black Knight Vocal Trax (2009)
- Mario & Sonic at the Olympic Winter Games (2009)
- Sonic Free Riders Original Soundtrack: Break Free (2010)
- Sonic Adventure Original Soundtrack — 20th Anniversary Edition (2011)
- Sonic Adventure 2 Original Soundtrack — 20th Anniversary Edition (2011)
- Sonic Heroes Original Soundtrack — 20th Anniversary Edition (2011)
- Sonic the Hedgehog CD Original Soundtrack — 20th Anniversary Edition (2011)
- History of Sonic Music 20th Anniversary Edition (2011)
- Sonic Generations Original Soundtrack: Blue Blur (2011)
- Mario & Sonic at the London 2012 Olympic Games (2011)
- Rise Again (2012)
- Live! (2012)
- Mario & Sonic at the Sochi 2014 Olympic Winter Games (2013)
- Super Smash Bros. for Nintendo 3DS and Wii U (2014)
- Sonic Adventure Original Soundtrack Vol. 2 (2014)
- 2 Nights 2 Remember (2015)
- Sega Sound Selection 2 (2015)
- The Works II / Jun Senoue (2016)
- Sonic the Hedgehog 25th Anniversary Selection (2016)
- Team Sonic Racing Trailer Music Selection (2019)
- Team Sonic Racing Original Soundtrack Maximum Overdrive (2019)
- Driving Through Forever — The Ultimate Crush 40 Collection (2019)

### В составе сEnemy eyes
- History's hand (2022)

### Сольные альбомы
- One voice (2018)

### Другие выступления и совместные работы
- Killerhit Demos (1986)
- Brunette Live at the Key Club (1989)
- Brunette — Demos and First Rehearsals 89-90 (1990)
- Doug Aldrich — Highcentered (1994)
- Doug Aldrich — Alter Ego (2002)
- Genius: Rock Opera — Episode 2 In Search Of The Little Prince (2005)
- Accomplice — She’s On Fire (2006)
- Voices Of Rock — MMVII (2007)
- Herman Rarebell & Friends — Acoustic Fever (2013)
- Wolfpakk — Cry Wolf (2013)
- Brunette — Demos 1989—1990 (2014)
- Brunette — Rough Demos (2014)
- Wolfpakk — Rise Of The Animal (2015)
- Gioeli-Castronovo — Set the World on Fire (2018)
- The Chalkeaters — Sonic 30th Anniversary Song: CRUSHING THIRTIES (2022)
- RASSVETOV feat. Johnny Gioeli - She Had Rainbow Eyes (2024)